# 만화 스토리 작가
만화 이야기 작가(漫畫이야기作家)는 만화 작품의 줄거리를 창작하는 사람이다. 만화 작가라고도 한다. 만화를 만화가가 전담하여 창작하지 않고 만화의 스토리와 작화를 분리하여 작업하는 경우에 만화 스토리 작가는 스토리를, 만화가는 작화를 담당한다. 작업 방식에 따라 시나리오까지 작성하는 작가와 콘티까지 작성하는 작가로 나뉜다. 경우에 따라서는 아기 다다시나 나기타 게이코 등과 같이 여러 개의 필명을 사용하기도 한다. 클램프와 같이 만화 스토리 작가와 만화가가 합작 필명으로 작품을 발표하는 경우도 있다.

## 같이 보기
- 만화가
- 일본의_만화가